# Fausto Coppi
Angelo Fausto Coppi (phát âm tiếng Ý: [ˈfausto ˈkɔppi]; 15 tháng 9 năm 1919   - 2 tháng 1 năm 1960) là một tay đua xe đạp người Ý, tay đua xe đạp quốc tế thống trị thế giới những năm sau Thế chiến thứ hai. Thành công của ông đã mang lại cho ông danh hiệu Il Campionissimo ("Nhà vô địch của các nhà vô địch"). Ông là một tay đua xe đạp toàn diện: ông xuất sắc trong cả leo núi và thử nghiệm thời gian, và cũng là một vận động viên chạy nước rút tuyệt vời. Ông đã giành được Giro d'Italia năm lần (1940, 1947, 1949, 1952, 1953), Tour de France hai lần (1949 và 1952), và Giải vô địch thế giới năm 1953. Các kết quả đáng chú ý khác bao gồm giành được Giro di Lombardia năm lần, Milan LB San Remo ba lần, cũng như chiến thắng tại ParisTHER Roubaix và La Flèche Wallonne và lập kỷ lục giờ (45,798 km) vào năm 1942.